# 사가라씨
사가라씨(일본어: 相良氏 さがらし[*])는, 히고 남부를 지배했던 센고쿠 다이묘의 씨족이다. 에도 시대에는 히고 히토요시번주 가문이 되어, 메이지 유신까지 계속되었다. 유신 후, 자작에 올랐다.

## 출신
후지와라 남가의 흐름을 잇는 쿠도씨의 서류로, 『求麻外史』에서는 쿠도 코레카네를 사가라씨의 가조로하고 있는데, 『寛政重脩諸家譜』에서는 그 손자인 쿠도 카네요리가 토토미 사가라 장원에서 살았던 것에서 사가라를 성씨로 한 것을 시작으로 하고 있다. 다만, 카네요리에게는 자식이 없고, 친척인 이토 스케토키의 손자 (스케미츠의 아들) 미츠요리를 양자로 가독을 잇게 했다. 이 때문에 휴가 이토씨와도 가까운 친척이다.
오오타 아키라도 『姓氏家系大辞典』에서 사가라씨 족보에서 후지와라노 타메노리의 아들 時理의 동생인 토키후미부터 카네요리까지의 인명이 다른 후지와라 남가의 여러 족보에서는 볼 수 없다는 점, 세대 수가 많고, 시대가 맞지 않는 점, 이설이 많은 점을 들어 사가라씨 족보 초기 부분에 혼란이 있음을 지적하고 있다. 그리고 사가라 미츠요리가 이토씨로부터의 양자임에 주목하여, 사가라씨 족보의 혼란은 미츠요리의 친가와 양자로 간 집안과의 양 가계에 접해있기 때문에 생긴 것이 아닐까 고찰하고 있다. 또한, 『新撰事蹟通考』 인용의 족보에서는 사가라씨는 진서 이사씨 (진서 타이라씨)와 관계가 있어 타치바나씨 등과 함께 토토미국으로 옮겨왔다고 추측도 할 수 있다는 점, 엔도씨ㆍ이이씨 등과 관계가 깊은 씨족임을 시사하고 있다. 다만, 오오타의 연구는 정치적인 의도에 의한 수정이나, 개찬의 흔적이 명로한 근세계도의 검토밖에 실시하지 않아, 창작 가능성이 높은 인물이 처음부터 포함되어 있지 않은 (적어도 세대적인 모순은 없는) 중세계도의 검토가 이루어지지 않은 문제점이나 심지어 근세계도로밖에 볼 수 없는 엔도씨나 이이씨와의 동조설은 성립의 여지가 없다 (대번인 히코네번 이이씨와 관계 구축의 관점에서 의심해야한다)는 지적도 있다.

## 역사

### 가마쿠라 시대
지쇼 4년 (1180년), 미나모토노 요리토모가 헤이시 토벌하려 병사를 일으켰지만, 당시의 사가라 쇼시 요리카게는 분지 원년 (1185년)에 헤이시가 멸망할 때까지, 헤이시 측의 무사로서 행동하고 있었다. 그 결과, 영지 몰수의 쓰라림을 겪지만, 사죄 한 것이 받아들여져, 가마쿠라 막부를 섬기게 되었다. 그리고 겐큐 4년 (1193년), 히고국 쿠마군 타라기 장원을 하사받아 사가라씨는 히고국과 관계를 맺게 되었다고 한다. 그러나 일설에는 사가라 요리카케는 겐큐 4년에 영지를 몰수 당한 후, 규슈 히고국 쿠마군 타라키 장원에 추방되었다고 하는 것도 있다.
요리카케의 타라기 장원 하향에 관해서는 영지를 하사했다고 하는 것과 죄를 짓고 추방되었다고 하는 두 가지의 설이 있지만, 모두 겐큐 4년이었다는 것은 일치한다. 당시의 집안은, 가마쿠라에 있어서 원격지에 있는 소령의 지배는 대관에게 맡기는 경우가 많았다. 그런데 요리카게는 스스로 타라키 장원에 하향한 것으로 보아, 아마 죄를 짓고 추방되었을 것으로 추측된다.
요리카케는 동생 사가라 요리카네, 일족인 히라하라 요리노리 등을 거느리고 타라키 장원으로 하향하였는데, 타라키는 헤이케 몰관령이었고, 거기에는 야세씨가 입부해 있었다. 요리카케는 이 야세씨에게 맡겨졌거나, 의지한 것일 것이다. 그로부터 4년 후인, 겐큐 8년, 요리카케는 가마쿠라에 가서 쇼군 요리토모를 알연하고, 이어 요리토모의 젠코지 참배 수병을로 참가하여 고케닌의 대열에 합류하게 되었다. 그리고, 소령으로 타라키 장원을 받은 것이었다.
그리하여, 타라키를 얻은 요리카케는 가독을 적자 나가요리에게 물려주고 은거했다. 나가요리는 토토미국 사가라 장원에서 태어나, 요리카케가 타라키 장원으로 하향했을 때, 사가라 장원에 남았다. 그 후, 요리토모의 명을 받아 히토요시 장원으로 하향하여, 야세씨를 멸망시키고 히토요시성에 들어갔다. 그리고, 겐큐 2년 (1205년) 7월, 나가요리는 정이대장군 미나모토노 사네토모의 명에 따라 호죠 요시토키를 따라 무사시국 후타마타가와 전투에서 하타케야마 시게타다를 공격했고, 그 발군의 공으로 헤이케 몰관령인 쿠마군 히토요시 장원의 지토직에 보임되었던 것이다. 사가라씨가 히고국으로 하향했을 때, 동생 사가라 무네요리ㆍ사가라 요리히라 등 일족, 후다이 가신들이 따랐지만, 나가요리의 동생 사가라 요리타다ㆍ사가라 요리츠나ㆍ사가라 나가츠나 등은 사가라 장원에 남았다. 타라키 장원 (카미쿠마군)의 사가라씨는 카미사가라씨, 히토요시 장원 (시모쿠마군)의 사가라씨는 시모사가라씨, 사가라 장원의 사가라씨는 토토미 사가라씨로 불린다.
여전히, 요리카케를 사가라씨의 초대로 하는 방향도 있는 것 같지만, 사가라씨의 사료 난토만멘로쿠 등에서는 나가요리를 초대로 하고, 히토요시시 역사에서도 그것을 채용하고 있기 때문에 거기에 준거한다.
조큐 3년 (1221년), 조큐의 난이 일어나자, 그때부터 가마쿠라에 있던 사가라 나가요리의 동생 무네요리ㆍ요리타다와 함께 호죠 토키후사에게 속해, 니시우에 후의 호죠 야스토키에 속해 우지가와 전투에서 분전, 공을 세웠다. 나가요리의 활약에 대해, 야스토키는 매실 5개를 청자 그릇에 담아 술판을 벌여 그 공을 치하했다. 이를 기념하여 사가라씨는 "매화"를 가몬으로 삼게 되었다고 전해진다. 난 후의 논공행상으로 잃었던 토토미국 사가라의 구령을 회복하고, 하리마국 시키마군을 신은으로 받게되었다. 여기에 이르러 사가라씨는 잃어버렸던 영지를 회복함과 동시에 새로운 발전을 보이게 된다. 나가요리의 아버지 요리카게는 타라키 4개 마을을 영위하고, 그 다음은 나가요리의 아들 요리우지가 이어 카미사가라씨로 불려 계승자가 되었으며, 히토요시는 요리토시가 계승해 시모사가라씨로 불리게 되었다. 더욱이, 무네요리는 야마가군 이즈미 장원 내의 타무라에 거주하여, 우치다 사가라를 칭하였고, 요리히라는 타마나군 산호쿠향을 영령하여 야마키타 사가라씨를 칭하였다. 이리하여 사가라씨 일족은 히고국에 번연해 갔던 것이다.
다만, 카미사가라씨ㆍ시모사가라씨라고 하는 개념은, 남북조기 이후의 영주잇키의 유력자를 과거로 거슬러 올라가 계승자 취급하고 있는 것에 지나지 않는가 (타라기나 히토요시의 사가라씨를 후세의 족보에 근거해 과대 평가하고 있는 것은 아닌가)라는 의심도 나오고 있어 검토할 과제도 많다.

### 남북조 시대
겐코의 동란에 즈음해, 사가라씨 일족은 일치하여 궁궐 측에 참가해, 호죠 정권의 타도에 활약했다. 그러나, 남북조의 내란이 시작되자, 계승자인 타라키의 카미사가라 츠네요리는 키쿠치씨에 의해 남조 측에 속했고, 한편, 히토요시의 시모사가라 요리히로ㆍ사다요리 부자는 북조 측에 붙어 대립 관계가 되었다. 두 사가라씨는 각각 국인일규를 형성, 남북 양 세력의 항쟁을 이용하여 자신의 지배권을 확대하고자 기도하였던 것이다. 그 후, 타라키의 사가라씨의 전황이 나빠져, 쇼헤이 원년 (1346년), 카미사가라 츠네요리는 북조 측으로 귀순했다. 이리하여, 시모사가라 사다요리는 타라키 병력을 압도하게 되어, 쇼헤이 8년 (1351년)경이 되자, 히토요시 장원 북방ㆍ에이키치 반ㆍ쿠메향ㆍ휴가 북향ㆍ쇼히향에 세력을 미치게 되었다. 그리하여 쿠마군의 대부분을 확보한 히토요시 시모사가라씨는 타라키 카미사가라씨를 대신하여 사가라 계승자로서의 지위를 확립하기에 이르렀다. 그 사이 남북조의 내란과 더불어, 아시카가 타카우지와 동생의 타다요시의 대립으로, "칸노의 요란"이 발발하면서, 정세는 혼미해지고, 규슈의 여러 세력도 어지러운 거취를 보이게 되었다. 그런 가운데 카네요시 친왕이 정서장군으로 규슈에 파견되었고, 이윽고 히고로 들어간 카네요시 친왕을 키쿠치 타케미츠가 지원하여, 점차 남북 세력이 떨칠 수 있게 되었다. 그리고, 무가 측의 규슈 단다이 잇시키씨를 격파하고, 이어 시바씨, 쇼니씨 등을 쓰러트린 카네요시 친왕과 키쿠치 타케미츠는 다자이후를 누르고, 큐슈는 세이시부가 전성시대를 현출하기에 이르렀다. 쇼헤이 23년 (1368년), 히토요시의 사가라 사키요리는 무가 측에서 남조 측 지지를 목적으로 하는 쿠마군 잇키에 참가, 사키요리는 세이시부로부터 본령 쿠마군 외 아대키타를 안도받았다. 타라키 사가라씨도 쿠마군 잇키에 참가했고, 타라키는 카미사가라 요리나카에게 반환되었다.

### 무로마치 시대
무로마치 시대인 분안 5년 (1448년), 시모사가라씨의 사가라 나가츠구가 카미사가라씨를 멸망시키고, 쿠마를 통일했으며, 히고국 슈고 키쿠치씨에 의해 야츠시로와 아기타쿠의 점유ㆍ보유를 허락받아, 쿠마ㆍ야츠시로ㆍ아기타 3군의 통일에 성공했다. 다만, 야츠시로의 가신은 소호족에 의한 쿠니잇키를 형성하고 있었기 때문에, 당주가 직접 수개월마다 히토요시와 야츠시로를 이동하여 각각 정무를 집행할 필요가 있었다.

### 전국 시대
전국 시대에 들어서, 사가라씨의 가독을 이은 사가라 나가타다 (요시시게)는 오랫동안 지속되었던 내분을 수습시켜, 자신의 직신을 국내 여러 성에 배치했던 것이다. 이 일련의 내분 속에서 나가타다는 일족, 국인들을 제압하고, 결과적으로 그들을 가신단으로 파악하여 센고쿠 다이묘 사가라씨의 기초를 닦았던 것이다. 사가라 요시시게의 시대, 사츠마ㆍ휴가ㆍ오스미에서는 시마즈씨가 삼주 통일 과정에 있어 불안정한 상태에 있었다. 한편, 히고 슈고 키쿠치씨는 오오토모씨의 정치 개입과 가신단의 하극상에 의해 당주가 혼란스럽게 자주 바뀌어, 그 권위를 크게 실추시키고 있었다. 집안을 통제한 요시시게는 히고에 주력하는 동시에 사츠마의 오오쿠치 방면에도 진출해, 무위를 떨쳐 사가라씨의 가장 충실한 시대를 만들다. 한편, 우에무라 요리오키의 의향을 받아, 양사자의 하루히로의 경쟁자가 되는 인물을 연달아 배제해 갔다. 먼저 문무에 뛰어나, 아시키타 방면의 평정에 활약한 나가타네를 숙청했다. 이어, 우에무라 나가쿠니의 아들이자, 오카모토성주인 우에무라 요리하루를 살해했다. 이리하여, 덴분 15년 (1546년), 요시시게는 가독을 양자 사가라 하루히로에게 물려주고 얼마 지나지 않아 58세의 나이로 사망했다. 가독을 이은 하루히로는 친아버지 우에무라 요리오키의 뒷배를 얻어, 전란의 시대 속에서 사가라씨의 키를 잘 못잡는 일은 없었다. 덴분 19년, 오오토모 요시아키가 "2층 붕괴의 변"으로 사망해, 요시시게 (오오토모 소린)이 오오토모씨의 가독을 잇자, 키쿠치 요시타케가 쿠마모토성에 복귀했다. 요시시게는 숙부 요시타케와 대립했고, 패배한 요시타케는 사가라 하루히로에게 의지했다. 하루히로는 요시타케를 보호했으나, 요시시게의 초청에 응한 요시타케는 분고를 떠났고, 가던 도중에 살해되었다. 사건 이후, 요시시게는 요시타케를 비호했던 하루히로의 신의를 존중한 적도 있어, 오오토모씨와 사가라씨의 외교 관계에 금이 가지는 않았다.
고지 원년 (1555년), 하루히로는 식목 21조를 3군에 포고했다. 이는 사가라씨 법도로 유명한 것으로, 일규계장과 분국법을 잇는 이른바 센고쿠 다이묘 분국법의 원점으로 자리매김하는 것으로 알려졌다. 그런데, 사가라씨 법도는 하루히로 1인에 의해 제정된 것이 아니라, 3대에 걸쳐 제정된 것이다. 즉, 제 1조부터 제 7조까지는 타메츠나가, 제 8조부터 제 20조까지는 나가츠네에 의한 것이고, 21조부터 41조까지를 하루히로가 제정한 것이었다. 하루히로는 센고쿠 사가라 가문의 민치의 근본을 보여주는 등 뛰어난 치적을 남겼지만, 고지 원년 (1555년), 병으로 43세의 젊은 나이에 야츠시로 타카미네성에서 죽었다. 가독을 이은 요리후사 (요시히)는 이때 12살의 소년이었다.
어린 나이에 가독을 이은 요리후사는 할아버지 우에무라 요리오키의 후견을 받고 있었는데, 고지 3년에 요리오키가 사망하자, 일족의 가독 싸움이 일어났다. 요리오키의 차남 요리요시, 그의 동생 요리카타, 이나도메 나가쿠라 등 세 사람이 요리후사가 어린 점을 노려, 3군을 분할하려고 밀모하여, 각각의 성에서 거병했던 것이다. 여기에, 휴가 마사키인의 키타하라씨, 사츠마의 히시카리씨 등이 가담했다. 요리후사는 노신이라 하여, 먼저 요리카타가 거처하고 있는, 토요후쿠성을 함락시켜 요리카타를 주살하고, 나머지 2명도 야츠시로에서 주살하여, 일족의 반란을 진압하였다. 그런데 에이로쿠 2년 (1559년), 이번에는 히토요시 양 부교인 아즈마 나가아니, 마루메 요리하루가 대립, 집안은 양파로 갈라져 분쟁으로 발전했고, 결국 마루메씨가 실각한 것으로 사건이 마무리되었다. 잇단 내분을 극복한 요리후사는 에이로쿠 3년 (1560년), 이토 요시스케의 딸 치요마리와 혼인해, 토토미노카미라 칭하며, 센고쿠 다이묘의 길을 걷기 시작했다. 이 즈음, 산슈 통일을 추진하는 사츠마의 시마즈 요시히사는 히고 방면에서의 충돌을 피하기 위해, 요리후사에게 친분을 표하며 기청문을 보냈다. 또, 에이로쿠 8년 11월에는 아소가 집정 카이 소운과 만나 친분을 맺었다. 이처럼 요리후사는 인근에 사가라가의 위세를 보여 에이로쿠 7년에는 종4위하 수리대부의 벼슬에 임명되어 쇼군 아시카가 요시테루의 편휘를 받아 요시히로 개명했다.
사츠마의 시마즈 요시히사는 사츠마ㆍ오스미의 대항 세력을 착착 제압하고, 이윽고 3주를 통일하자, 이웃나라 히고에의 북진 자세를 보이기 시작했다. 이리하여, 사가라씨가 북상의 장애가 되어오자, 시마즈씨는 지금까지의 맹약을 폐기해, 양자는 적대 관계가 되었다. 에이로쿠 7년, 요시히사는 마사키인 키타하라씨를 복속시키고, 그 거성 이이노성에 동생 시마즈 요시히로를 넣어, 기세가 꺾이는 순간, 쿠마ㆍ아데키타의 국경으로 진출해, 사가라씨와 싸우게 되었다. 한편, 오오쿠치 방면에서도 히시카리씨와 맺어, 오오쿠치성을 지키는 사가라 세력에 대해서, 니이로 타다모토를 오오쿠치성에 가까운 이치야마성에 배치해, 사가라씨 공략의 발판을 닦았다. 그리고 에이로쿠 12년 3월, 요시히사의 동생 이에히사는 책략으로, 오오쿠치성의 사가라 세력을 성 밖으로 유인해 지상에 둔 복병으로 협공했다. 사가라 세력은 패하여, 성주 사가라 이세노 카미 이하, 오오쿠치성을 버리고 철수했다. 요시히사는 니이로 타다토모를 오오쿠치 지토로 입성시켰고, 이후 오오쿠치 방면은 시마즈씨의 지배하에 들어갔다.
사츠마의 시마즈 세력이 확대됨에 따라, 국경을 인접한 요시히는 분고의 오오토모씨에 대한 의존을 강화해갔다. 게다가 휴가의 이토씨와 세력을 맺고, 또 아소가의 카이 소운과 서로 서신을 주고받아 동맹하는 등, 아군의 강화를 도모하면서, 한편으로는 시마즈와의 화의책도 취하고 있었다. 겐키 3년 (1572년) 5월, 휴가 이토 요시스케는 사가라 요시히와 모의하여 이이노성 공략군을 보냈다. 이이노성을 지키는 시마즈 요시히로는 300명의 적은 세력이었고, 이토군은 3천명의 세력을 거느리고 있었다. 이토군은 이이노성 성하를 습격해, 불을 질러 공격했다. 거기에 맞서는 요시히로는 정성껏 작전을 세워 적은 세력을 부려 10배에 이르는 이토군을 맞아들였다. 결과, 요시히로의 교묘한 작전과 용병에 의해 이토군은 산산조각으로 격파당했고, 대장 이토 카가노카미를 비롯한 많은 병사가 전사, 이토 세력은 말 그대로 괴멸적 패배를 당했다. 이때, 요시히도 원군을 이끌고 출진하였으나, 이토군의 패전을 알자, 싸우지도 않고 쿠마로 철수했다. 이 전투는 키자키바루 전투로 불리며, 휴가 제일의 세력을 자랑하던 이토씨는 단숨에 쇠퇴의 길을 걷게 되었다. 이후, 시마즈씨의 이토씨에 대한 공세가 계속되어, 덴쇼 5년 12월, 마침내 요시스케는 분고의 오오토모씨를 의지하여 사도와라성에서 떨어져나갔다. 요시스케를 받아들인 오오토모 소린은 요시스케 등 이토 일족을 비호함과 동시에 요시스케의 의뢰를 받아 시마즈 정벌에 나섰다. 덴쇼 6년 (1578년), 소린은 4만 3천 여 군사를 이끌고 휴가로 출진하였다. 그리고, 휴가고성에서 시마즈씨와 격전을 벌였으나 대패, 많은 장병을 일거에 잃고, 북쪽으로 도망쳤으나, 시마즈군의 추격을 받아, 미미카와 전투로 불리는 미미카와 근처 전투에서 더욱 대패를 당했다. 오오토모군은 궤멸하고, 소린은 목숨을 걸고 분고로 도망쳤다. 이 패전으로, 오오토모씨의 위세도 쇠퇴의 길을 걷고, 시마즈씨는 사츠마ㆍ오스미ㆍ휴가의 3개 쿠니를 지배하에 두고, 드디어 큐슈 통일전에 나서게 된다. 덴쇼 9년 9월, 히고에 침공한 시마즈군은, 사가라 측의 중요 거점인 미나마타성을 함락했다. 야츠시로에 있던 사가라 요시히는 시마즈씨에게 화해를 요청하여, 아데키타 전부를 할양하고, 두 아이를 인질로 보내는 것으로 화의가 성립되었다.
사가라씨를 항복시킨 시마즈씨는, 더욱 히고 중앙부의 진출을 도모하고, 그 도중에 가로막는 어선의 카이 소운을 깨트리기 위해, 사가라 요시히에게 선봉을 명했다. 아소 공격의 선봉을 명령받은 요시히는, 덴쇼 9년 12월, 8백 여명의 세력을 이끌고 야츠시로성을 출발했다. 요시히는 아소령과의 경계에 있는 시바가미 고개를 넘어 야마자치촌으로 침입하였다. 그리고, 마을 내 히비키노하라에 본진을 두었으며, 일대는 아소씨의 출성 갑좌성과 켄시다성으로 향하여 두 성을 함락하였다. 이에 소운은 경비에 의해 요시히가 히비키노하라에 진을 친 것을 묻자, "그것은 요시히의 진이라고는 생각되지 않는다, 그러면 시바가미로부터 귀사천을 건너지 않고, 실석 부근에 진을 칠 것이다" 라고 하여, 더욱 경비에게 확인하게 하니 바로 사가라 요시히였다. 소운은 "스스로 사지를 택했다고 밖에 생각하지 않는다"며 요시히의 심중을 헤아렸다고 한다. 12월 2일 새벽, 소운은 총포대를 앞세워 본대를 이끌고 사가라 세력이 눈치채지 못하도록 몰래 우회하여 샛길을 빠져나와 조용히 히비키노하라로 군사를 진행하였다. 결전의 날은 가랑비가 내리고 안개가 자욱했다고 한다. 소운은 군사를 두 갈래로 나누어 사가라 세력을 협공하는 방식으로 덮쳤다. 사가라 세력은 안개 속에서 갑자기 터져 나온 함성에 깜짝 놀랐다. 히비키노하라는 금세 총성이 울려 퍼졌고, 분노한 고함과 함성 속에서 예리한 칼날이 서로 베이는 아수라장이 됐다. 전투는 소운의 기습 전법에 응전 태세가 늦은 사가라 세력이 패하여, 마침내 대장 사가라 요시히 이하 3백 여 병사가 전사하고, 사가라 세력은 총 붕괴되어 야츠시로 방면으로 궤주하였다. 요시히의 목을 본 소운은 본의 아니게 사츠마의 명을 따를 수 밖에 없었던 요시히의 입장에 동정하여, 죽음으로써 맹우들에게 사죄해 간 요시히을 애도하였다고 한다. 요시히 사후, 중신 후카미 나가토모, 인도 요리야스 등이 시마즈씨와 교섭하여 적남 타다후사를 보좌하였고, 차남 나가츠네는 데미즈에서 시마즈씨의 인질이 되었다. 덴쇼 13년, 타다후사가 사망했기 때문에, 나가츠네가 가독을 계승해, 사가라씨는 시마즈씨의 휘하에 있어, 그 큐슈 통일전에 활약했다. 이윽고, 도요토미 히데요시의 시마즈 정벌이 개시되자, 시마즈 측으로 휴가로 출진했다. 그리고, 히데요시가 아츠시로성에 들어갔을 때, 히토요시성의 루스이를 지키고 있던 후카미 나가토모는 히데요시를 알현하고, 사가라씨의 본령 안도를 청하여 허락받았다. 나가츠네가 휴가로부터 귀환해, 히데요시에게 복속을 맹세했다. 그리하여, 사가라씨는 도요토미 다이묘의 한 사람이 되어, 임진왜란에서는 카토 키요마사 측에 속해서 바다를 건너, 각지에서 전투를 벌였다. 게이초 5년 (1600년)의 세키가하라 전투에서는 처음에는 서군에 있었지만, 아키즈키 타네나가 등과 함께 동군으로 전환해, 본령을 안도받았다.

### 에도 시대
에도 시대부터 메이지 유신까지 히토요시번으로 존속하게 된다. 소우마씨, 시마즈씨와 함께 8백년 이상 영지를 바꾸지 않고, 계속된 희귀한 다이묘 가문 중 하나이다. 유신 후에는 자작에 봉해졌다.

## 사가라씨 역대 당주
1. 사가라 나가요리
2. 사가라 요리치카
3. 사가라 요리토시 - 나가요리의 3남. 형 요리치카에 의해 가독을 양도받음.
4. 사가라 나가우지
5. 사가라 요리히로
6. 사가라 사다요리
7. 사가라 사키요리
8. 사가라 사네나가
9. 사가라 사키츠구
10. 사가라 타카요리
11. 사가라 나가츠구 - 나가류씨 8대 사네시게의 아들. 타카요시를 쫒아낸 타라키 형제를 토별하다.
12. 사가라 타메츠구
13. 사가라 나가츠네
14. 사가라 나가마사
15. 사가라 나가사다 - 나가츠구의 손자. 정통 적류를 주장하며, 나가마사를 축출해 정권을 탈취한다.
16. 사가라 요시시게 - 나가마사의 형. 나가사다를 축출함.
17. 사가라 하루히로 - 우에무라 요리오키의 아들로, 요시시게의 양사자.
18. 사가라 요시히 - 하루히로의 아들
19. 사가라 타다후사 - 요시히의 장남
20. 사가라 요리후사 - 초대 히토요시번 번주. 요시히의 차남
21. 사가라 요리히로
22. 사가라 요리타카
23. 사가라 요리토미
24. 사가라 나가오키
25. 사가라 나가아리
26. 사가라 요리미네
27. 사가라 요리히사
28. 사가라 미츠나가 - 타카나베번 아키즈키씨에서 양자 입양
29. 사가라 요리사다 - 우림가 와시노오가에서 양자 입양
30. 사가라 토미모치 - 나에기번 토오야마씨에서 양자 입양
31. 사가라 나가히로 - 오카야마번 이케다씨에서 양자 입양
32. 사가라 요리노리
33. 사가라 요리유키
34. 사가라 나가토미
35. 사가라 요리모토
36. 사가라 요리츠구
37. 사가라 요리츠나
38. 사가라 요리노리
39. 사가라 토모시게

## 사가라 신사
사가라 신사 - 히토요시성 (센게츠성) 어관 터, 사가라 호국 신사 옆에 진좌한다.
- 주제신 - 사가라가 초대부터 36대까지의 역대 당주
- 주소 - 구마모토현 히토요시시 후토모쵸 35-1

## 사가라씨 소속 성씨
사가라 종가에는 35개 성, 카미사가라가에는 8개의 소성을 가진 집이 존재했다. 다음과 같다.

### 사가라가
- 愛甲
- 小垣
- 有瀬
- 板井
- 稲冨
- 今村

- 犬童
- 内田
- 亀山
- 川馳
- 桑原

- 佐原
- 佐牟田
- 澄川
- 薗田
- 外越

- 高橋
- 竹下
- 鶴田
- 豊永
- 中島

- 西
- 西橋
- 馬場園
- 林田
- 原

- 深水
- 松本
- 丸目
- 簑毛
- 村山

- 樅木
- 山井
- 山北
- 山本
- 吉牟田

### 카미사가라가
- 井口
- 岩崎
- 乙益
- 久保田

- 黒肥地
- 新堀
- 鍋倉
- 肥地岡

## 사가라씨 주요 가신단
- 아카이케 나가토
  - 우치다 덴에몬
- 오카모토 요리우지
- 히시카리 타카토요
- 유야마 무네마사